# Mikołajów (Staszów)
Pour les articles homonymes, voir Mikołajów.
Mikołajów est une localité polonaise de la gmina d'Osiek, située dans le powiat de Staszów en voïvodie de Sainte-Croix.